# Jadwiga Jędrzejowska
 (mars 2019).
Si vous disposez d'ouvrages ou d'articles de référence ou si vous connaissez des sites web de qualité traitant du thème abordé ici, merci de compléter l'article en donnant les références utiles à sa vérifiabilité et en les liant à la section « Notes et références ».
Jadwiga « Jed » Jędrzejowska, épouse Gallert, née le 15 octobre 1912 à Cracovie et morte le 28 février 1980 à Katowice, est une joueuse de tennis polonaise des années 1930 et 1940.
Elle a atteint trois finales en simple dans les tournois du Grand Chelem (Wimbledon et US Open en 1937, Roland-Garros en 1939), sans toutefois parvenir à s'imposer.
Elle atteint la finale de Roland-Garros en simple 1939, et le tournois en double la même année avec Simonne Mathieu.

## Palmarès (partiel)

### Finales en simple dames
| No | Date       | Nom et lieu du tournoi                  | Catégorie | Surface      | Vainqueure      | Score         |          |
| -- | ---------- | --------------------------------------- | --------- | ------------ | --------------- | ------------- | -------- |
| 1  | 21-06-1937 | The Championships, Wimbledon            | G. Chelem | Gazon (ext.) | Dorothy Round   | 6-2, 2-6, 7-5 | Parcours |
| 2  | 02-09-1937 | US National Championships, Forest Hills | G. Chelem | Gazon (ext.) | Anita Lizana    | 6-4, 6-2      | Parcours |
| 3  | 08-06-1939 | Internationaux de France, Paris         | G. Chelem | Terre (ext.) | Simonne Mathieu | 6-3, 8-6      | Parcours |
| 4  | 18-07-1948 | Swedish International, Båstad           |           | Terre (ext.) | Hilde Sperling  | 8-6, 0-6, 6-1 | Parcours |

### Titre en double dames
| No | Date       | Nom et lieu du tournoi         | Catégorie | Surface      | Partenaire      | Finalistes                | Score    |          |
| -- | ---------- | ------------------------------ | --------- | ------------ | --------------- | ------------------------- | -------- | -------- |
| 1  | 08-06-1939 | Internationaux de France Paris | G. Chelem | Terre (ext.) | Simonne Mathieu | Alice Florian Hella Kovac | 7-5, 7-5 | Parcours |

### Finales en double dames
| No | Date       | Nom et lieu du tournoi                 | Catégorie | Surface      | Vainqueures                    | Partenaire      | Score         |          |
| -- | ---------- | -------------------------------------- | --------- | ------------ | ------------------------------ | --------------- | ------------- | -------- |
| 1  | 19-05-1936 | Internationaux de France Paris         | G. Chelem | Terre (ext.) | Simonne Mathieu Billie Yorke   | Susan Noel      | 2-6, 6-4, 6-4 | Parcours |
| 2  | 08-09-1938 | US National Championships Forest Hills | G. Chelem | Gazon (ext.) | Sarah Fabyan Alice Marble      | Simonne Mathieu | 6-8, 6-4, 6-3 | Parcours |
| 3  | 18-07-1948 | Swedish International Båstad           |           | Terre (ext.) | Rita Anderson Barbara Scofield | Britt Carlgren  | 4-6, 6-0, 6-2 | Parcours |

### Titre en double mixte
| No | Date       | Nom et lieu du tournoi       | Catégorie | Surface      | Partenaire   | Finalistes                    | Score         |  |
| -- | ---------- | ---------------------------- | --------- | ------------ | ------------ | ----------------------------- | ------------- |  |
| 1  | 15-04-1935 | Internationaux d'Italie Rome |           | Terre (ext.) | Harry Hopman | Evelyn Dearman Patrick Hughes | 6-3, 1-6, 6-3 |  |

### Finale en double mixte
| No | Date       | Nom et lieu du tournoi         | Catégorie | Surface      | Vainqueures                  | Partenaire        | Score    |          |
| -- | ---------- | ------------------------------ | --------- | ------------ | ---------------------------- | ----------------- | -------- | -------- |
| 1  | 14-07-1947 | Internationaux de France Paris | G. Chelem | Terre (ext.) | Sheila Piercey Eric Sturgess | Cristea Caralulis | 6-0, 6-0 | Parcours |

## Parcours en Grand Chelem (partiel)
Si l’expression « Grand Chelem » désigne classiquement les quatre tournois les plus importants de l’histoire du tennis, elle n'est utilisée pour la première fois qu'en 1933, et n'acquiert la plénitude de son sens que peu à peu à partir des années 1950.

### En simple dames
| Année | Championnat d'Australie | Championnat d'Australie | Internationaux de France | Internationaux de France | Wimbledon       | Wimbledon        | US National     | US National      |
| ----- | ----------------------- | ----------------------- | ------------------------ | ------------------------ | --------------- | ---------------- | --------------- | ---------------- |
| 1931  | -                       | -                       | 2e tour (1/16)           | Elizabeth Ryan           | 1er tour (1/64) | Kitty McKane     | -               | -                |
| 1932  | -                       | -                       | -                        | -                        | 3e tour (1/16)  | Hilde Sperling   | -               | -                |
| 1933  | -                       | -                       | 1er tour (1/32)          | Hilde Sperling           | 3e tour (1/16)  | Marie Luise Horn | -               | -                |
| 1934  | -                       | -                       | 3e tour (1/8)            | Cilly Aussem             | 4e tour (1/8)   | Sarah Palfrey    | -               | -                |
| 1935  | -                       | -                       | -                        | -                        | 1/4 de finale   | Helen Jacobs     | -               | -                |
| 1936  | -                       | -                       | 3e tour (1/8)            | Lilí Álvarez             | 1/2 finale      | Helen Jacobs     | -               | -                |
| 1937  | -                       | -                       | 1/2 finale               | Simonne Mathieu          | Finale          | Dorothy Round    | Finale          | Anita Lizana     |
| 1938  | -                       | -                       | -                        | -                        | 1/4 de finale   | Helen Jacobs     | -               | -                |
| 1939  | -                       | -                       | Finale                   | Simonne Mathieu          | 1/4 de finale   | Alice Marble     | -               | -                |
| 1946  | -                       | -                       | 3e tour (1/8)            | Margaret Osborne         | 2e tour (1/32)  | Simone Iribarne  | -               | -                |
| 1947  | -                       | -                       | 3e tour (1/8)            | Magda Rurac              | 2e tour (1/32)  | Betty Hilton     | -               | -                |
| 1948  | -                       | -                       | 1er tour (1/32)          | Martha Peterdy           | -               | -                | -               | -                |
| 1957  | -                       | -                       | 2e tour (1/16)           | A. Ullstein              | -               | -                | -               | -                |
| 1959  | -                       | -                       | 1er tour (1/32)          | Mimi Arnold              | -               | -                | -               | -                |
| 1962  | -                       | -                       | -                        | -                        | -               | -                | 1er tour (1/64) | Margot Dittmeyer |

À droite du résultat, l’ultime adversaire.

### En double dames
| Année | Championnat d'Australie | Championnat d'Australie | Internationaux de France      | Internationaux de France   | Wimbledon                     | Wimbledon                 | US National       | US National               |
| ----- | ----------------------- | ----------------------- | ----------------------------- | -------------------------- | ----------------------------- | ------------------------- | ----------------- | ------------------------- |
| 1931  | -                       | -                       | 1er tour (1/16) Leyla Anet    | Rosie Berthet É. d'Ayen    | 2e tour (1/16) M. Sachs       | Elsie Pittman Joan Ridley | -                 | -                         |
| 1932  | -                       | -                       | -                             | -                          | 1er tour (1/32) Elsa Haylock  | D. Shepherd Phyllis King  | -                 | -                         |
| 1933  | -                       | -                       | 2e tour (1/8) Lucia Valerio   | Sylvie Jung C. Rosambert   | 1/4 de finale Kay Stammers    | S. Mathieu E. Ryan        | -                 | -                         |
| 1934  | -                       | -                       | 1/2 finale Susan Noel         | Helen Jacobs Sarah Palfrey | 1er tour (1/32) V. Montgomery | E. Bennett Billie Yorke   | -                 | -                         |
| 1935  | -                       | -                       | 1er tour (1/16) Josane Sigart | J. Gallay Anna Luzzatti    | 1/4 de finale Susan Noel      | Freda James Kay Stammers  | -                 | -                         |
| 1936  | -                       | -                       | Finale Susan Noel             | S. Mathieu Billie Yorke    | 1/4 de finale Susan Noel      | Joan Ingram Phyllis King  | -                 | -                         |
| 1937  | -                       | -                       | 1/4 de finale Susan Noel      | E. Dearman Joan Ingram     | 1/4 de finale Susan Noel      | S. Mathieu Billie Yorke   | -                 | -                         |
| 1938  | -                       | -                       | -                             | -                          | 2e tour (1/16) Muriel Thomas  | Sarah Fabyan Alice Marble | Finale S. Mathieu | Sarah Fabyan Alice Marble |
| 1939  | -                       | -                       | Victoire S. Mathieu           | Alice Florian Hella Kovac  | 1er tour (1/32) S. Mathieu    | Freda James Kay Stammers  | -                 | -                         |
| 1946  | -                       | -                       | 1/4 de finale Dorothy Bundy   | S. Iribarne P. Canning     | 2e tour (1/16) Effie Hemmant  | Betty Nuthall M. Scriven  | -                 | -                         |
| 1947  | -                       | -                       | 1/2 finale Magda Rurac        | Louise Brough M. Osborne   | 1/4 de finale Anita Lizana    | Louise Brough M. Osborne  | -                 | -                         |
| 1948  | -                       | -                       | 2e tour (1/8) Alice Weiwers   | Shirley Fry Mary Arnold    | -                             | -                         | -                 | -                         |
| 1957  | -                       | -                       | 1/4 de finale Pilar Barril    | A. Ullstein S. Lazzarino   | -                             | -                         | -                 | -                         |
| 1958  | -                       | -                       | 1er tour (1/16) I. Troccole   | M. Peterdy Pat Ward        | -                             | -                         | -                 | -                         |

Sous le résultat, la partenaire ; à droite, l’ultime équipe adverse.

### En double mixte
| Année | Championnat d'Australie | Championnat d'Australie | Internationaux de France     | Internationaux de France  | Wimbledon | Wimbledon | US National | US National |
| ----- | ----------------------- | ----------------------- | ---------------------------- | ------------------------- | --------- | --------- | ----------- | ----------- |
| 1947  | -                       | -                       | Finale C. Caralulis          | S. Piercey Eric Sturgess  | -         | -         | -           | -           |
| 1957  | -                       | -                       | 2e tour (1/16) W. Skonecki   | Maria Weiss Andrés Gimeno | -         | -         | -           | -           |
| 1958  | -                       | -                       | 1er tour (1/32) Jozef Piatek | G. Bucaille Andrés Gimeno | -         | -         | -           | -           |

Sous le résultat, le partenaire ; à droite, l’ultime équipe adverse.

## Récompenses et distinctions
Jadwiga Jędrzejowska est élue Sportive polonaise de l'année en 1936 et 1937.